# Hochschule Darmstadt

Logo

Hochschule Darmstadt är en högskola i Darmstadt, Tyskland, grundad 1971 och med universitetsstatus sedan 1 mars 2006.

## Historia
Högskolan i Darmstadt grundades som Fachhochschule Darmstadt (FHD) 1 augusti 1971. Dess verksamhet bedrevs huvudsakligen i Darmstadt med campus även i Dieburg. Nuvarande namn är Hochschule Darmstadt, University of Applied Sciences (h_da).

## Verksamhet
Högskolan bedriver forskning och undervisning med kurser och program inom områdena och ämnena arkitektur, biokemi, design, elektroteknik, företagsekonomi, humaniora, informatik, kemi, maskinbygge, matematik, media, naturvetenskap, psykologi, samhällsvetenskap och vård.
Högskolan har rätt att utfärda doktorsexamen inom tillämpad datavetenskap sedan november 2017 och inom hållbarhetsvetenskap sedan mars 2019.

## Rektorer
- 1971–1974 Thomas Geil
- 1975–1979 Eberhard Warkehr
- 1980–1984 Hans-Jürgen Zubrod
- 1984–1992 Manfred Kremer
- 2004–2010 Maria Overbeck-Larisch
- 2010–2022 Ralph Stengler
- 2022– Arnd Steinmetz